# Yutou (köpinghuvudort i Kina, Zhejiang Sheng, lat 28,62, long 118,51)
Yutou (kinesiska: 淤头) är en köpinghuvudort i Kina. Den ligger i provinsen Zhejiang, i den östra delen av landet, omkring 240 kilometer sydväst om provinshuvudstaden Hangzhou. Antalet invånare är 21 837. Befolkningen består av 10 920 kvinnor och 10 917 män. Barn under 15 år utgör 16,0 %, vuxna 15-64 år 69 %, och äldre över 65 år 14,0 %.
Runt Yutou är det ganska tätbefolkat, med 214 invånare per kvadratkilometer. Närmaste större samhälle är Yanrui, 19,4 km nordväst om Yutou. I omgivningarna runt Yutou växer i huvudsak blandskog.
Genomsnittlig årsnederbörd är 2 542 millimeter. Den regnigaste månaden är juni, med i genomsnitt 518 mm nederbörd, och den torraste är oktober, med 41 mm nederbörd.